# Can Garriga (Santa Maria de Palautordera)
Can Garriga és una casa de Santa Maria de Palautordera (Vallès Oriental) protegida com a Bé Cultural d'Interès Local. Edifici amb dues façanes i una paret mitgera. Consta de planta baixa i dos pisos. Té la coberta a dues vessants. A les cantonades hi ha carreus. A la façana principal hi ha un portal d'entrada de pedra amb arc de mig dovellat i amb un escut a la clau esculpit. Les finestres són de pedra i d'arc pla.

## Descripció
Es tracta d'una casa amb dues façanes, una al carrer Morató i l'altra al carrer Major. La façana que dona al carrer Major és de carener paral·lel, està arrebossada i pintada i conserva les cantoneres de granit vistes. Consta de planta baixa, pis i golfes. Hi ha dues portes que, de la mateixa manera que la resta de les obertures de la façana són originals. La porta que està oberta dona accés a la botiga que ocupa la planta baixa. És d'arc rebaixat amb dovelles. L'altra porta és d'arc de mig punt adovellada, amb un escut a la clau, però actualment s'utilitza com aparador de la botiga. Als costats d'aquesta porta hi ha dues finestres de llinda plana amb petit arc conopial incís i amb ampit motllurat. Les dues finestres del primer pis i les dues de les golfes són de llinda plana sense decorar. Les del primer pis tenen l'ampit motllurat. Té un rellotge de sol de rajoles decorades a l'altura de les golfes, tocant a la cantonada.

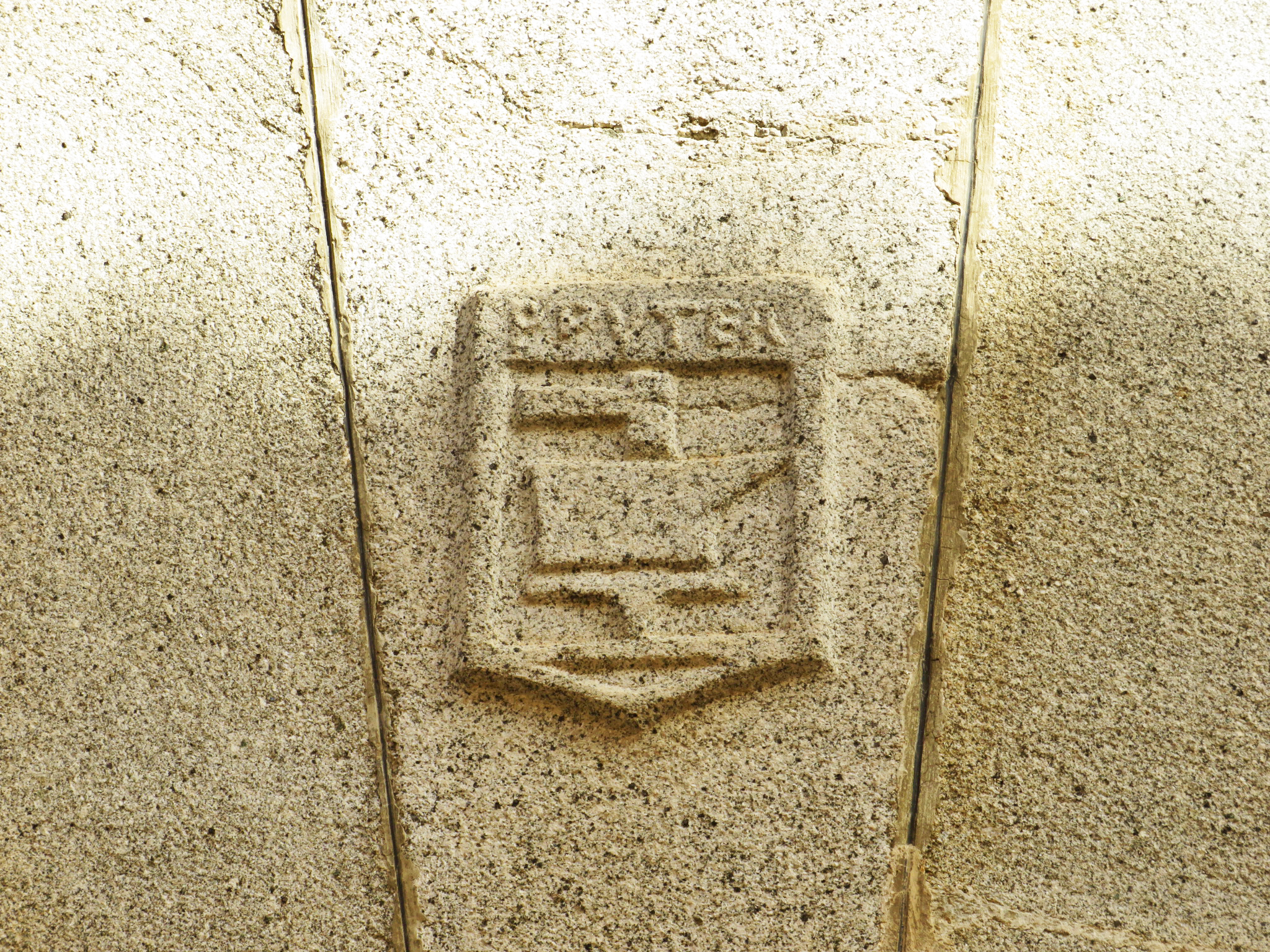
Escut del portal adovellat

La façana del carrer Rafael Morató és de carener perpendicular a la façana i coberta a dues vessants de teula. Els murs són de paredat arrebossat i està pintada. També té una porta oberta d'accés a la botiga però, segons la propietària es va afegir en la última reforma de la casa. Hi ha una altra porta d'arc de mig punt adovellada que dona accés al pati de la casa. Segons la propietària, les dovelles pertanyien a una casa del carrer Hospital que va ser enderrocada. El brancal d'accés, però, és original. Tant les finestres del primer pis com les de les golfes són de llinda plana sense decorar i ampits motllurats, excepte la de les golfes de més a la dreta que té una inscripció a la llinda: RY 1670 RA" (RIERA 1670). La finestra de la planta baixa té una reixa de forja amb un petit arc conopial incís i al mig una roseta de decoració. Encara hi ha una altra porta d'accés al pati, molt més gran i rectangular que servia pels carros, ja que en aquesta part del pati és on s'ubicaven les corts i el paller. Interior: hi ha una botiga de roba, el pati i l'habitatge dels propietaris. De la botiga al pati s'hi accedeix per una gran arcada de pedra localitzada durant la última rehabilitació, abans estava tapiada. Sembla que la part destinada a habitatge actualment és posterior, ja que totes les obertures i el paredat dels murs contenen teules. Adossat a la casa principal hi ha un altre edifici amb una galeria superior de tres arcades. La llinda de la finestra del primer pis també té una inscripció, encara que està molt degradada i no es pot llegir.

## Història
No es coneix la data de la seva construcció però manté l'estructura de masia, encara que molt transformada. Està situada en el nucli urbà. S'ha convertit en un habitatge i la planta baixa en comerç.